# Gäddviken
För andra betydelser, se Gäddvik.

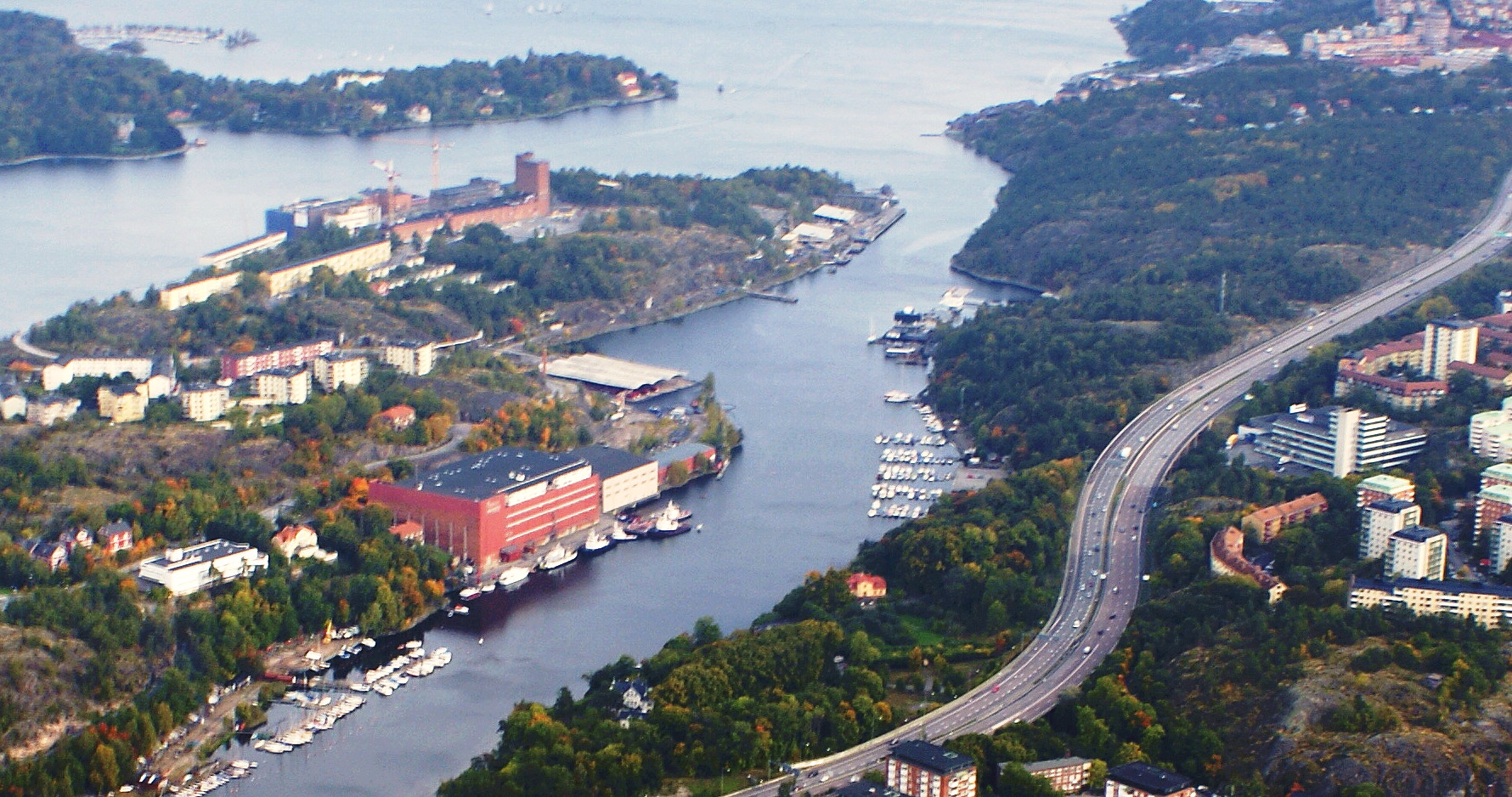
Svindersviken mot öst med Gäddviken och Kungliga Operans och Dramatens ateljéer till vänster, 2012. Svindersviksbron är ännu inte byggd.

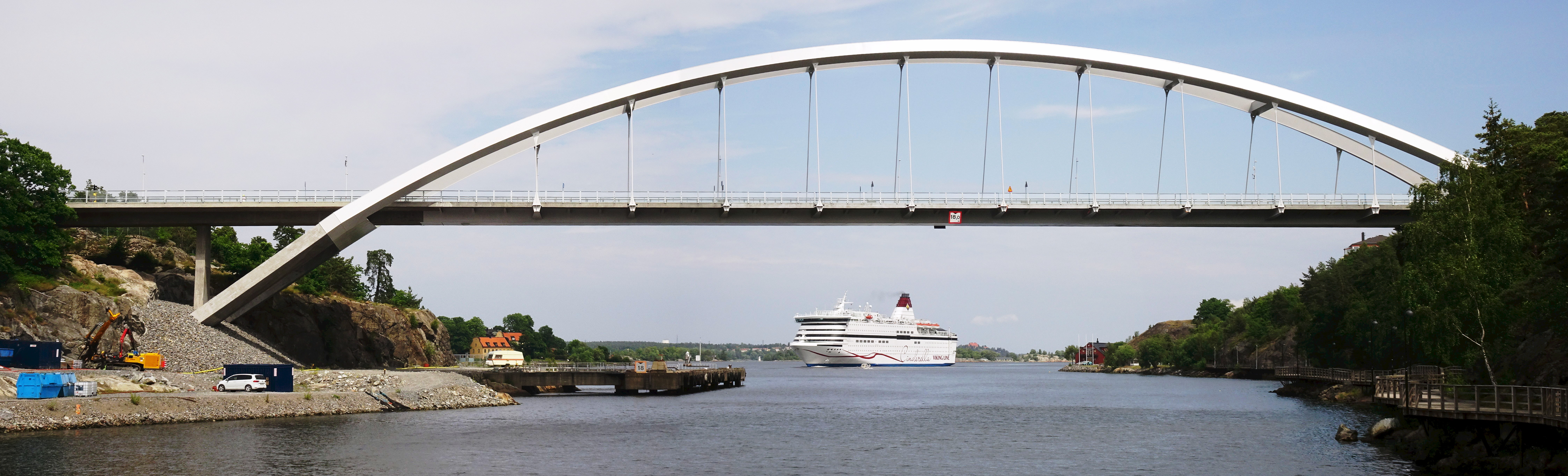
Svindersviksbron med M/S Viking Cinderella i bakgrunden på Stockholms inlopp, dagen för trafiköppning den 21 juni 2016.

Gäddviken var tidigare namnet på Svindersviken men betecknar numera ett område vid Svindersvikens norra strand väster om Hästholmssundet i Nacka kommun. Området begränsas i norr av Kvarnholmsvägen, Skatberget / Finnberget och foten av östra delen av Henriksdalsberget. Här har funnits industrier i olika former ända sedan 1600-talets mitt. På 1870-talet anlades Gäddvikens superfosfatfabrik som fanns kvar fram till mitten av 1960-talet. I den västra delen av området finns sedan 1911 Segel Sällskapet Gäddviken. Operans och Dramatens förråd håller till i byggnader som tidigare var Kafferosteriet. I de östra delarna planeras för bostadsbebyggelse.

## Historik
Fram till 1600-talets mitt var Gäddviken namnet för Svindersviken, som i sin tur fick sitt namn efter holländaren Johan van Swindern. Van Swindern lät bygga här ett beckbruk som var i drift mellan 1671 och 1825. På 1870-talet anlade Stockholms Superfosfat Fabriks AB en fabrik för tillverkning av konstgödsel vid Gäddviken. Barken Louise Adelaide kom från Philadelpia i USA med 1600 fat råolja, nafta och fotogen ombord när lasten exploderade vid Gäddvikens Superfosfatfabrik den 23 juli 1901. Tio personer, däribland två från den svenska tullen, omkom. Vraket efter Louise Adelaide kunde identifieras i ramen för marinarkeologiska förstudier som utfördes under 2008 och 2009 i vattnet som omger Kvarnholmen. Tillverkningen av fosfat vid Gäddviken var brandfarlig, den 7 april 1914 utbröt en omfattande brand.
År 1923 byggdes Kvarnholmsbron, en knappt 100 meter lång bågbro i betong och två brospann mellan Gäddviken och intilliggande ön Kvarnholmen. Då var Hästholmssundet mellan Gäddviken och Kvarnholmen fortfarande ett vattenområde. Bron var privatägd och byggdes på uppdrag av Kooperativa Förbundet.
Vid 1900-talets början tillkom ett olje- och fotogenupplag längst in i viken vid Dockan och mellan 1959 och 1965 ytterligare ett för OK och Preem i östra Gäddviken. Ett kafferosteri byggdes av KF på 1960-talet väster om den tidigare Superfosfatfabriken. Kafferosteriets kaffe såldes under namnet Cirkelkaffe. Det står ännu kvar och disponeras av Kungliga Operan och Dramaten, som här bland annat har sina verkstäder och förråd för dekor och scenkostymer. Våren 2013 öppnade Operan även en mindre filialscen här, Scen Gäddviken.

### Historiska bilder

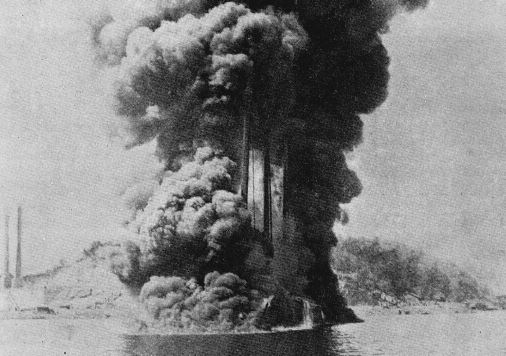
Barken Louise Adelaide exploderade 1901
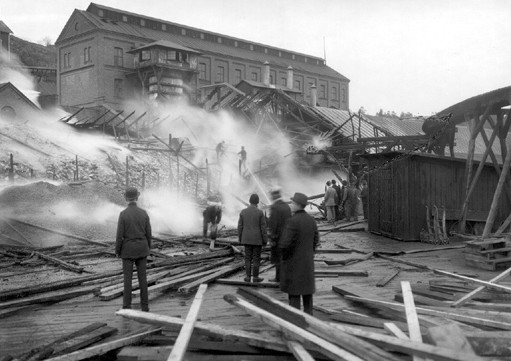
Branden 1914
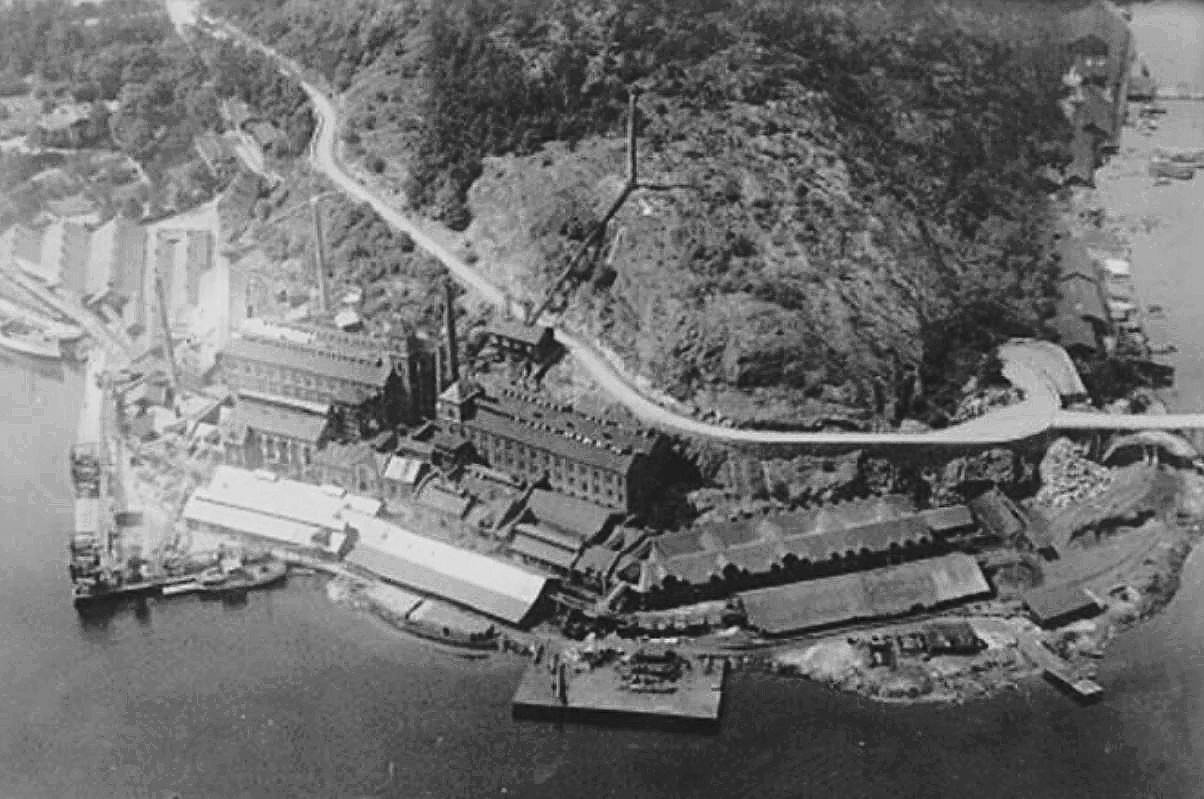
Östra Gäddviken med Superfosfatfabriken 1920-tal
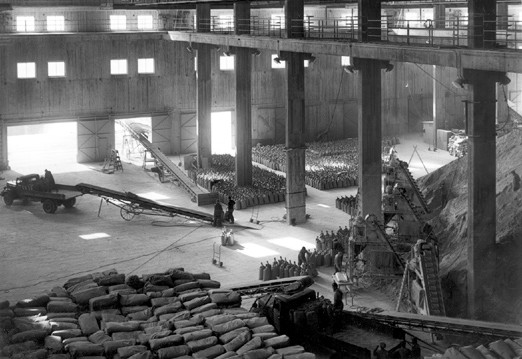
Ett modernt betongmagasin uppfördes på 1940-talets slut

## Gäddviken i omvandling
Efter att superfosfatfabriken lagts ned 1966 revs alla fabriksbyggnaderna, med undantag från en magasinsbyggnad från 1940-talet. Platsen upptogs istället för utbyggnad OKs verksamhet, som redan tidigare var etablerad i området. Strax söder om det tidigare fabriksområdet anlade Kooperativa förbundet sitt kafferosteri för Cirkelkaffe (se även Kafferosteriet, Gäddviken). Den stora byggnaden i tegel och sin rödorangea plåtfront mot Gäddviken ritades av KFAI och uppfördes 1969-1970. Kafferosteriet lades ned på 1990-talet. I lokalerna finns numera Operans och Dramatens ateljéer med dekorverkstad, utrymmen för repetitioner och kostymlager. 
I östra Gäddviken, på platsen för Superfosfatfabriken och OK:s oljedepå, planeras bostäder. Enligt ett detaljplanprogram från år 2005 planeras en kanal i det igenfyllda Hästholmssundetoch återigen låta Kvarnholmen bli en ö. Östra Gäddviken kommer då att gränsa till denna kanal. 
Östra delen av Gäddviken som tidigare använts av bland annat oljebolaget Preem (tidigare OK) rymmer ett antal anläggningar och byggnader som oljecisterner, skärmtak för påfyllningsstation, driftsbyggnad, byggnad för smörjoljelager. Samtliga är uppförda mellan 1959 och 1965. Under Finnberget ligger ett antal bergrum för cisternlagring av oljeprodukter som anlades på 1940-talet och därefter har en utökning skett även med inklädda bergrum och cisterner ovan jord.  Verksamheten är avvecklad och flyttad till Stora Värtan. Oljecisternerna revs i början av 2000-talet, men kontorsbyggnader och skärmtak finns ännu (2013) kvar. För närvarande pågår sanering av området.
Sedan april 2013 är bogserbåtarna Tug, Montfred, Leif, Tom och Ted stationerade i Svindersviken nedanför Operans/Dramatens dekorateljéer. Samtliga ägs och drivs av Marin & Haverikonsult, Stockholm.

### Nutida bilder

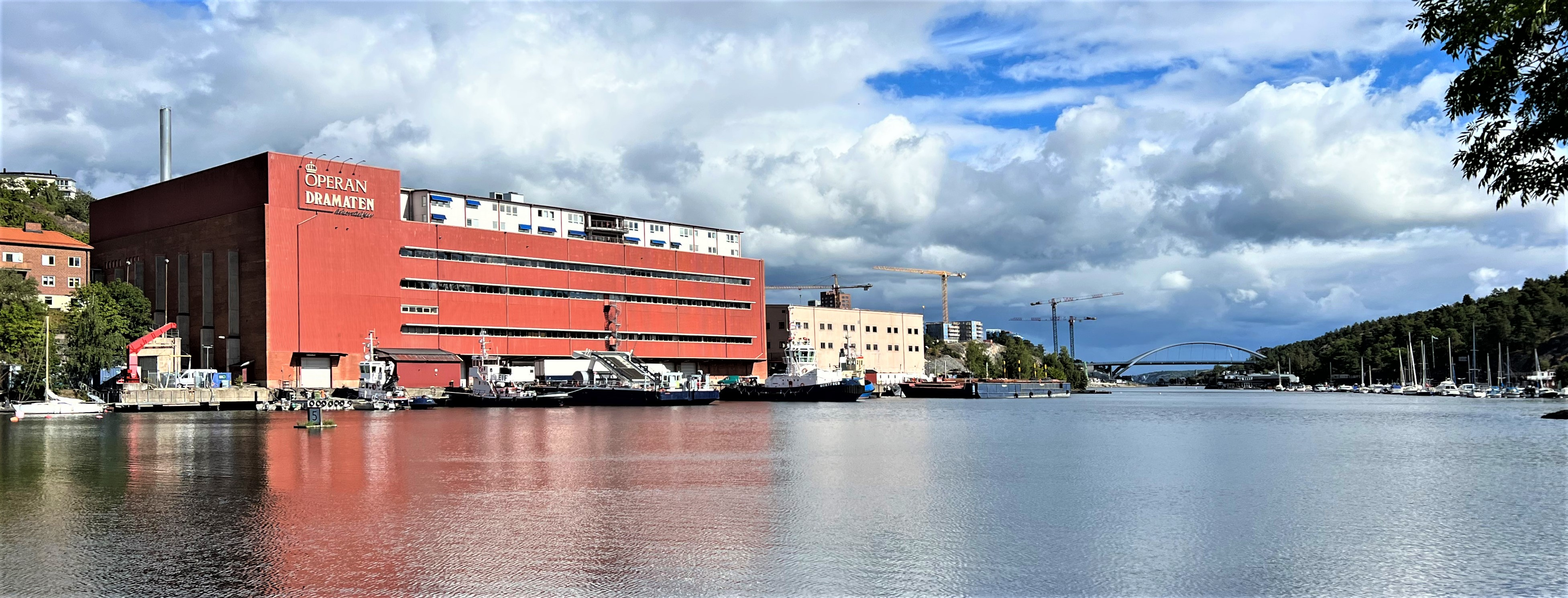
Viken sedd från Svindersvik, med Operans och Dramatens dekorverkstäder samt en magasinsbyggnad från 1940-talet. Svindersviksbron i fonden, 2022.
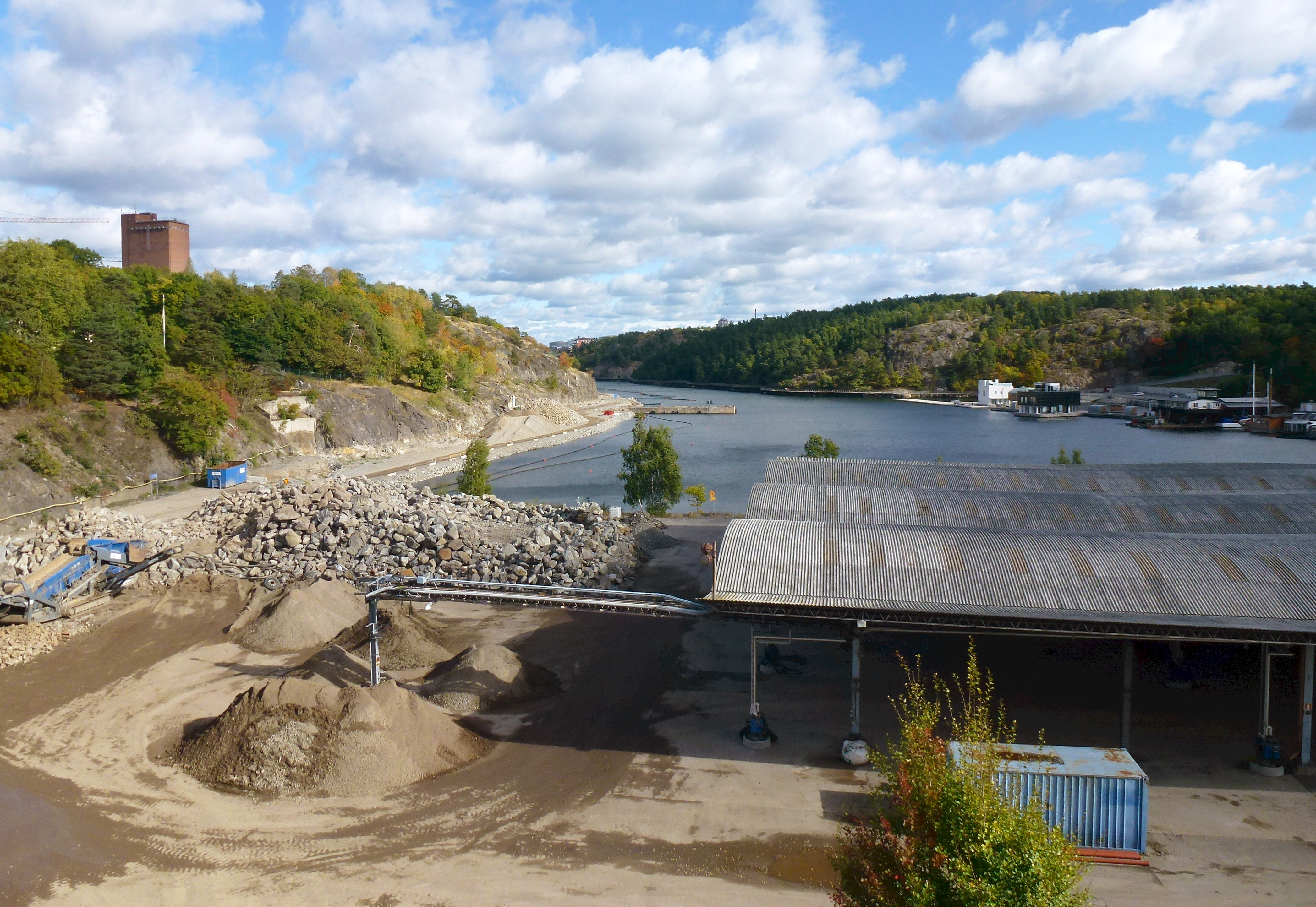
OK:s gamla oljedepå, vy mot Svindersviken, 2013.
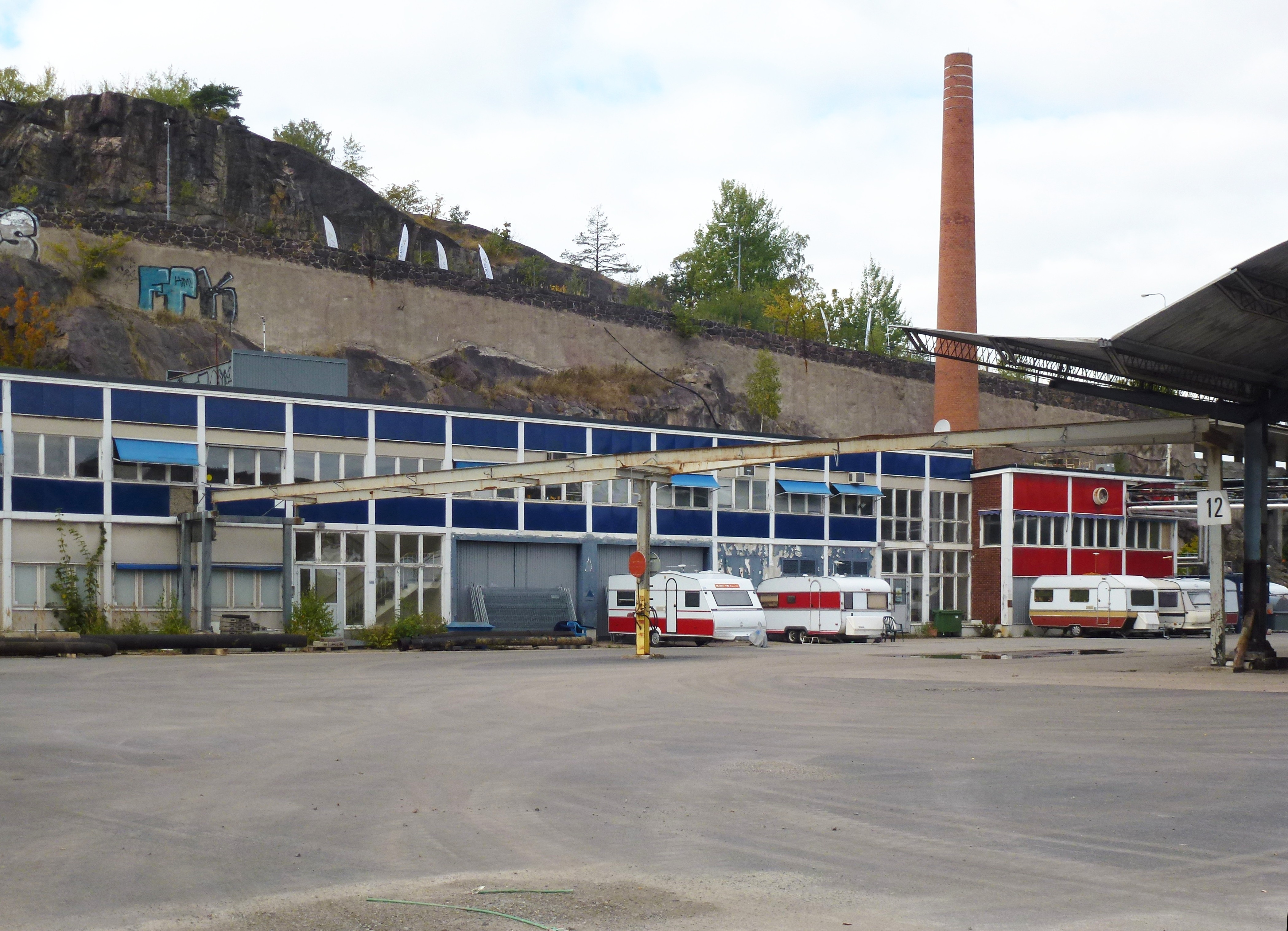
OK:s gamla oljedepå, driftsbyggnad, 2013.
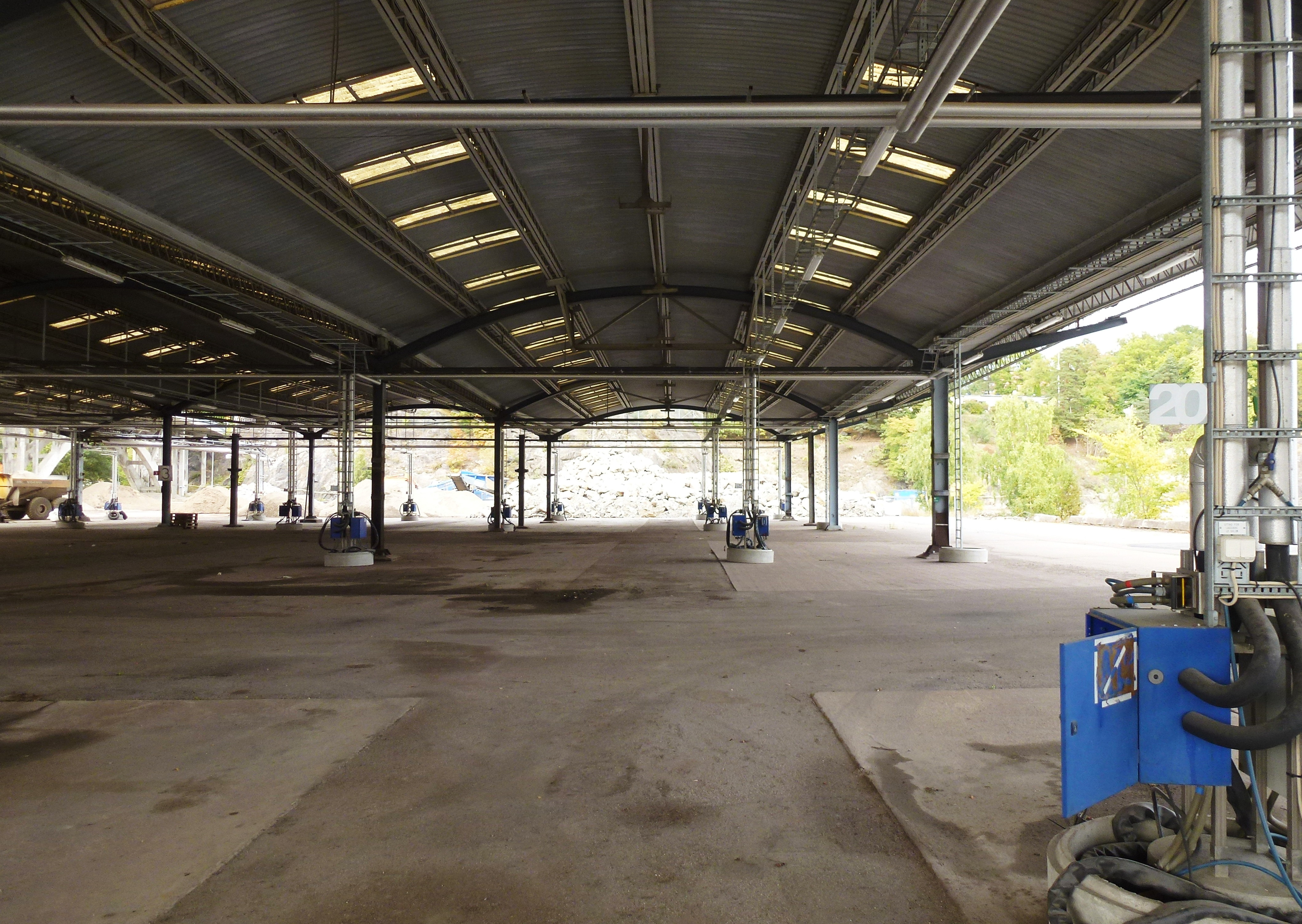
OK:s gamla oljedepå, skärmtak och påfyllningsstation, 2013.
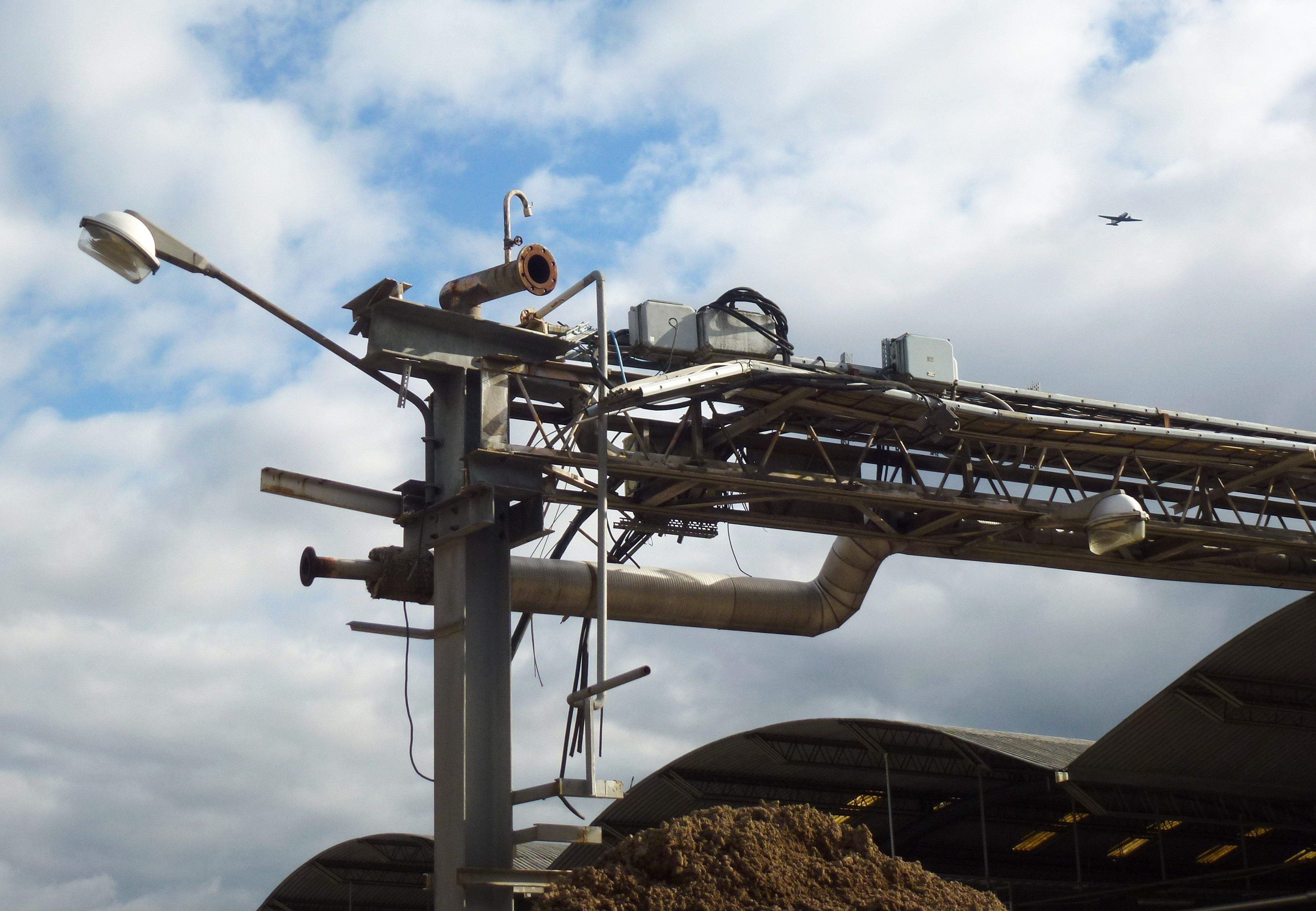
OK:s gamla oljedepå, installationer under rivning, 2013.